# Francis Charles Robert Jourdain
Francis Charles Robert Jourdain (Ashbourne, 4 marzo 1865 – Southbourne, 27 febbraio 1940) è stato un ornitologo ed oologo dilettante britannico.
Era conosciuto principalmente per le sue estese ricerche sulla biologia riproduttiva degli uccelli della regione paleartica. Aveva anche interessi per il cibo degli uccelli britannici e la loro distribuzione geografica, e incoraggiava fortemente la tenuta di registri dettagliati e accurati nell'ornitologia locale. Conosciuto per il suo temperamento, si guadagnò il soprannome di Pastor Pugnax. Fu uno dei fondatori della British Oological Association, che dopo la sua morte cambiò il nome in Jourdain Society in sua memoria.

## Biografia
Jourdain è nato ad Ashbourne, Derbyshire, il figlio maggiore del Rev. F. Jourdain, vicario di Ashbourne-cum-Mapleton. Studiò al Magdalen College di Oxford e fu ordinato sacerdote nel 1890. Fu nominato vicario di Clifton-by-Ashbourne nel 1894, nel 1914 fu nominato rettore di Appleton, vicino ad Abingdon-on-Thames, dove rimase fino al pensionamento nel 1925.
Si ritirò nel 1925, inizialmente a Norfolk e poi due anni dopo a Southbourne, Bournemouth. Ha continuato a studiare attivamente l'ornitologia sul campo, scrivendo e partecipando regolarmente a raduni ornitologici fino alla sua morte.
Jourdain morì a Southbourne il 27 febbraio 1940.

## Ornitologia
Non pubblicò il suo primo documento ornitologico fino al 1899. Dal 1900 in poi partì quasi ogni anno per una spedizione ornitologica all'estero fino alla sua morte, il che risultò in una serie di articoli sugli uccelli dei paesi visitati. Mentre era ad Appleton, ha incoraggiato attivamente gli studi ornitologici presso l'Università di Oxford, accogliendo in casa gli studenti interessati. Nel 1922 fondò la Oxford Ornithological Society e ne rimase come presidente fino al suo ritiro nel 1925. Questa società portò negli anni successivi alla formazione del British Trust for Ornithology e dell'Edward Gray Institute of Field Ornithology. Nel 1921, ha organizzato e guidato la spedizione Spitsbergen dell'Università di Oxford.
Jourdain ha prodotto diversi articoli ornitologici, sebbene molti siano stati iniziati ma mai terminati; ha scritto o contribuito ad una serie di libri, in particolare sugli argomenti riguardanti le abitudini, la distribuzione all'estero ed il cibo ne Handbook of British Birds (1938-1941). Fu vicedirettore di British Birds, la rivista illustrata mensile, dedicata agli uccelli dell'elenco britannico, dal 1909 in poi, fino alla sua morte nel 1940. È stato anche assistente editore della rivista Ibis dal 1931 in poi e co-editore di The Oologists Record dal 1935 in poi. Entrò a far parte della British Ornithologists' Union nel 1899, ricoprendo anche la carica di vicepresidente nel 1934, entrò a far parte del British Ornithologists' Club nel 1905, è stato per molti anni membro del British List Committee ed è stato membro fondatore della British Oological Association, di cui è stato presidente dal 1932 al 1939. È stato anche membro del International Ornithological Committee, Membro Onorario dell'American Ornithologists' Union e Membro Onorario delle società ornitologiche di Francia, Germania, Olanda e Ungheria.
Ha guidato la prima spedizione dell'Università di Oxford a Spitsbergen, nelle Isole Svalbard e ha viaggiato molto in Europa e Nord Africa. È stato presidente della Oxford Ornithological Society ed è stato associato a molti altri organismi ornitologici.

## Pubblicazioni
Oltre ai molti articoli ornitologici, è autore o coautore di:
- Hartert, Ernst, Jourdain, F.C.R., Ticehurst, N.F. e Witherby, H.F., A Hand-List of British Birds, London, H.F. & G. Witherby Ltd., 1912.
- Jourdain, F.C.R., The Eggs of European Birds, Londra, R.H. Portet, 1906–1909.. online
- Kirkman F. B. e Jourdain, F.C.R., British Birds, Nelson & Jack, 1930.
- Hartert, Ernst Ernst Hartert, Jourdain, F.C.R., Ticehurst, N.F. e Tucker, Bernard W., The Handbook of British Birds., 1–5, London, H.F. & G. Witherby Ltd, 1920.

## Spedizioni
- 1900 Noord Brabant, Olanda
- 1901 N. Holland e Texel
- 1902 Olanda
- 1903 Jutland
- 1904 Olanda
- 1905, 1906, 1907 Spagna meridionale
- 1907 Marocco
- 1908, 1909 Corsica
- 1910, 1911 Dobrogea, Romania
- 1912 Islanda
- 1913, 1914 Algeria orientale
- 1915, 1919 Spagna meridionale
- 1920 Marocco
- 1921, 1922 Norvegia e Spitsbergen
- 1923 Olanda, Alta Savoia e Svizzera
- 1924 Norvegia e Finlandia
- 1925 Tunisia e Camargue
- 1926 Tunisia, Olanda e Danimarca
- 1927 Algeria
- 1928 Algeria e Marocco
- 1929 Cipro
- 1930 Isole Baleari e Olanda
- 1931 Cipro e Palestina
- 1932 Scozia
- 1933 Svizzera e Alta Savoia
- 1934 Galles
- 1935 Egitto e Palestina
- 1936 Ungheria
- 1937 Corsica
- 1938 Francia
- 1939 Scozia e Shetland